# 직관주의
직관주의(直觀主義, 영어: Intuitionism)란, 수학의 개념들은 인간의 건설적 사고 활동의 결과일 뿐, 객관적인 실재(objective reality)에 존재하는 기본 원리들이 발견되는 것으로 볼 수 없다고 접근하는 입장이다. 이는 곧 수학과 논리학의 기초가 수학자의 직관에서 유래되었다고 주장하는 입장으로, 수학의 개념들은 그 체계 내부에서는 영원히 참이지만 이것을 실제 세계에 반드시 적용할 수 있는 것은 아니라고 주장하는 것이다.
근대에 칸토어의 비직관적인 무한집합론이 주장되자 크로네커와 푸앵카레 등이 이에 대항하는 주장을 폄으로써 초기 형태의 직관주의가 대두되기 시작하였다. 이후 라위트전 브라우어르는, 수학적 개념들이 그저 수학자들의 사고의 산물일 뿐이며 그 존재는 그 구성에 의해 보여져야 한다는 입장에서, 무한집합의 존재의 증명에 있어서 '그것이 존재하지 않는 경우 모순이 발생하므로 그 존재가 증명된다'는 귀류법적 증명방법을 부정하였으며, 이에 따라 무한집합에 있어서 배중률, 곧 어떠한 명제는 참이나 거짓 둘 중 하나이어야 한다는 추론법칙을 버릴 필요가 있다며, 수학의 무모순성을 제창하며 형식주의를 고수하던 힐베르트와의 사이에 논쟁을 일으키기도 했다. 이후 브라우어의 주장은 아런트 헤이팅 등에 의해 정비되어 고전논리의 배중률을 인정하지 않는 직관논리로써 형식화되었고, 수학적 구성주의와도 많은 관련성, 유사성을 보이고 있다.
브라우어르가 현대적 직관주의를 확립하였으므로, 크로네커나 푸앵카레 등의 입장은 전직관주의 혹은 구직관주의(preintuitionism), 그리고 브라우어르 및 그 이후의 직관주의적 입장은 신직관주의(neointuitionism)이라고 구분되어 불리기도 한다.

## 같이 보기
- 직관 논리
- 무한집합
- 구성주의 (수학)